# 2829 Bobhope
2829 Bobhope è un asteroide della fascia principale del diametro medio di circa 38,25 km. Scoperto nel 1948, presenta un'orbita caratterizzata da un semiasse maggiore pari a 3,0848195 UA e da un'eccentricità di 0,1933542, inclinata di 14,32338° rispetto all'eclittica.